# Голубев, Владимир Александрович
Владимир Александрович Голубев (родился 26 сентября 1940 года в г. Кострома, Костромская область, СССР) — белорусский астроном, педагог, доцент кафедры инженерной физики Витебского государственного университета имени П. М. Машерова, член редакционной коллегии научно-методического журнала «Фізіка: праблемы выкладання», отличник образования РБ.

## Биография
Владимир Голубев окончил Костромской пединститут, аспирантуру Новгородского педагогического института.
Почти десять лет работал в астрономической обсерватории Дальневосточного научного центра АН СССР .
Круг научных интересов: изучение магнитных полей в солнечных пятнах и физика комет.
С 1978 года проживает в г. Витебске. Занимается педагогической деятельностью.

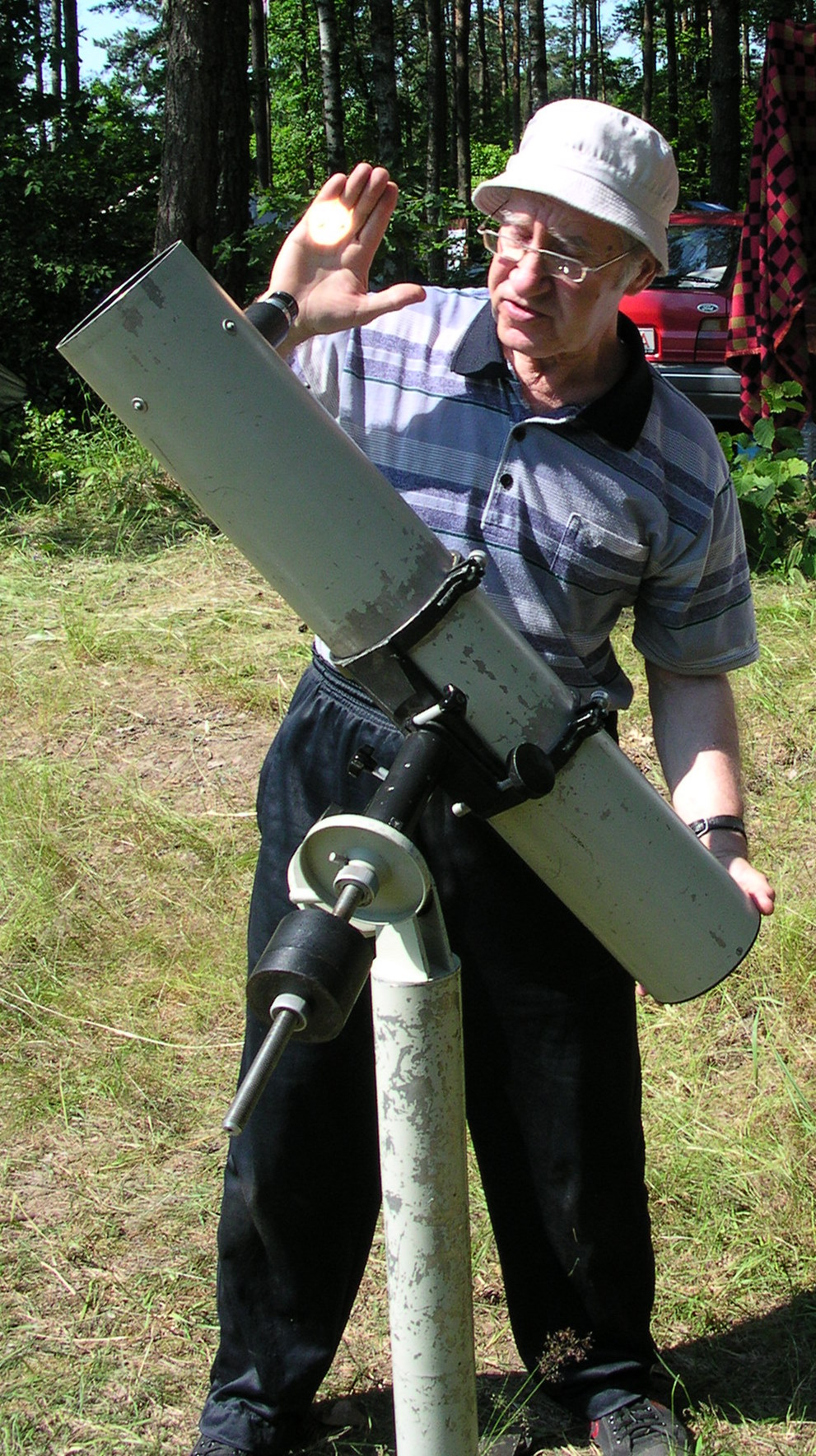
Владимир Голубев готовится к занятиям в методическом лагере учителей «Ольховка»

Владимир Голубев учитель ряда победителей международных астрономических конкурсов.
Его именем назван астероид (малая планета) (216897) Golubev, открытый Виталием Невским в 2009 году в обсерватории Витебской любительской астрономической обсерватории «Vitebsk, B42».
По итогам 2009 года Витебский облисполком присвоил Владимиру Голубеву почетное звание «Человек года» в номинации «Образование, наука».

## Учебные издания
Совместно с И. В. Галузо и А. А. Шимбалёвым В. А. Голубев является автором учебно-методического комплекса по астрономии, в состав которого входят:
- учебное пособие «Астрономия 11»[4],
- тетрадь для учащихся па астрономии для 11 класса[5],
- учебный звездный атлас[6]
- пособие для учителей «Астрономия в 11 классе»[7],
- справочник школьника[8].
- хрестоматия по астрономии[9] и др.

Владимир Голубев – автор более 150 книг, научных и научно-методических статей.